# Isidore Dagnan
Isidore Dagnan (Marsiglia, 24 settembre 1788 – Parigi, 8 novembre 1883) è stato un pittore francese paesaggista.

## Biografia
Nicolas Joseph Marie Isidore Dagnan, nacque a Marsiglia e fu il primo dei cinque figli di Joseph Alphonse Dagnan, commerciante, e di sua moglie Rose Madeleine Julienne Bertrand. Destinato a fare l'avvocato, a 25 anni si dedicò invece seriamente alla pittura . Fu allievo di Augustin-Raymond Aubert (1781-1857) nella Scuola superiore di belle arti di Marsiglia. Non risulta che in seguito egli abbia frequentato qualche atelier parigino, ma perfezionò da solo la sua tecnica soggiornando in particolare a Roma. Nel 1819, inviò per la prima volta una sua opera al Salon di pittura e scultura, intitolata "Jeunes filles romaines écoutant un berger jouant de la guitare". Gli invii delle sue opere ai Salon di Parigi si susseguirono per cinquant'anni e gli fruttarono una medaglia di seconda classe nel 1822 ("Vue de Lausanne, prise du bois de Montmeillant", quadro acquistato dal re Luigi XVIII per il castello di Fontainebleau), e la medaglia di prima classe nel 1831 ("Paris pris du quai de la Cité", considerato il suo capolavoro).
Sono repertoriate circa sessanta opere di Dagnan, una parte certamente modesta della sua produzione, poiché Dagnan viaggiò molto e portò indietro i quadri dei paesaggi che aveva realizzato nei vari luoghi che aveva visitato: Parigi e la sua regione, l'Anjou e la Touraine, la Bretagna, l'Alvernia, il Delfinato, il Giura e la Svizzera (sono note una ventina di tele realizzate in quest'ultimo paese). Sistematosi a Grenoble dal 1824 al 1830, Dagnan diede lezioni di pittura a Jean Achard (1807-1884) e dipinse diverse vedute del fiume Isère, che si apprezzano per la loro particolare luminosità.

Per quanto concerne la Provenza e la sua città natale, gli si attribuisce una dozzina di opere eseguite fra il 1833 e il 1843, di cui circa sei sono delle marine e le altre delle vedute di Avignone e di varie località della Valchiusa. Diversi anni più tardi egli tornò su questi temi dipingendo "Maison de Pétrarque à Vaucluse" (1865) e "Bords de la Sorgue" (1870). 
Le opere di Dagnan sono esposte nei musei di numerose città: Angers, Avignon, Digione, Fontainebleau, Grenoble, Lisieux, Montpellier, Narbona, Orange, Orléans, Parigi, Valenciennes, Versailles.

Dagnan inoltre realizzò molte litografie di luoghi del Delfinato, dei dintorni di Orléans e della Touraine, e, nel 1828,  produsse un album intitolato "Le rive della Loira".
Sposatosi con Anne Marie Krauth, rimase presto vedovo e senza figli. Morì nella sua casa parigina, dove aveva abitato per lungo tempo, nel novembre del 1873, alla tarda età di 95 anni.

Aveva ricevuto la Legion d'onore nel 1836 e nel 1927 la città di Marsiglia intitolò una strada a suo nome.

## La critica
Due giudizi critici su Isidore Dagnan:
 
« Pur riconoscendogli una sicurezza fuori del comune nell'impostare le visuali, la critica gli rimproverò una certa "secchezza" di esecuzione, difetto che comparve due volte nelle sue opere, dal 1840 al 1857 e nei suoi ultimi anni di attività. » -  « Il suo gusto per il fogliame ondulato che sfuma in una luce dorata conferisce alle sue tele un carattere del tutto romantico, così come gli aneddoti che spesso animano le tele stesse.».

## Galleria d'immagini

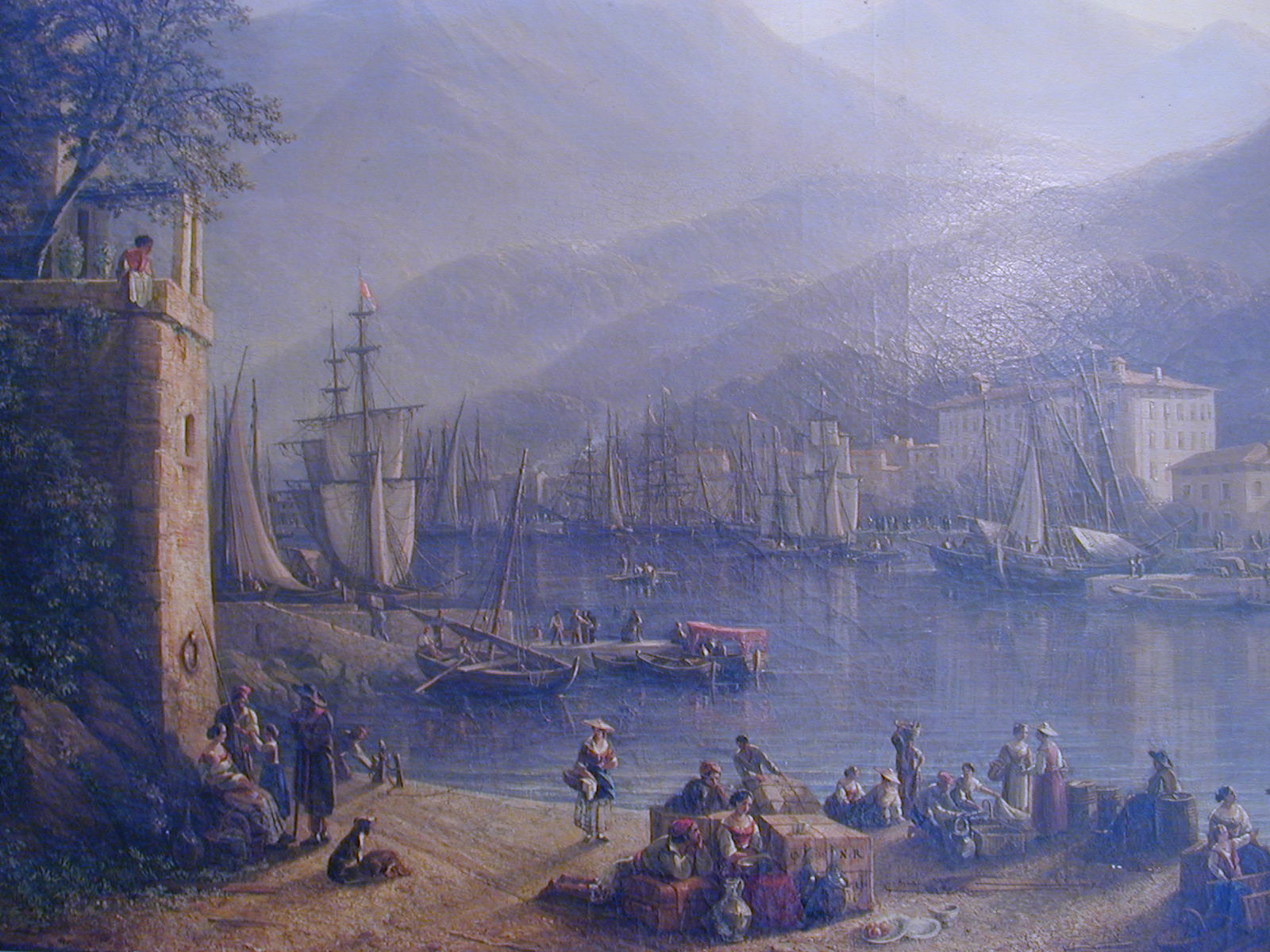
Il porto di Nizza Museo municipale di Orange
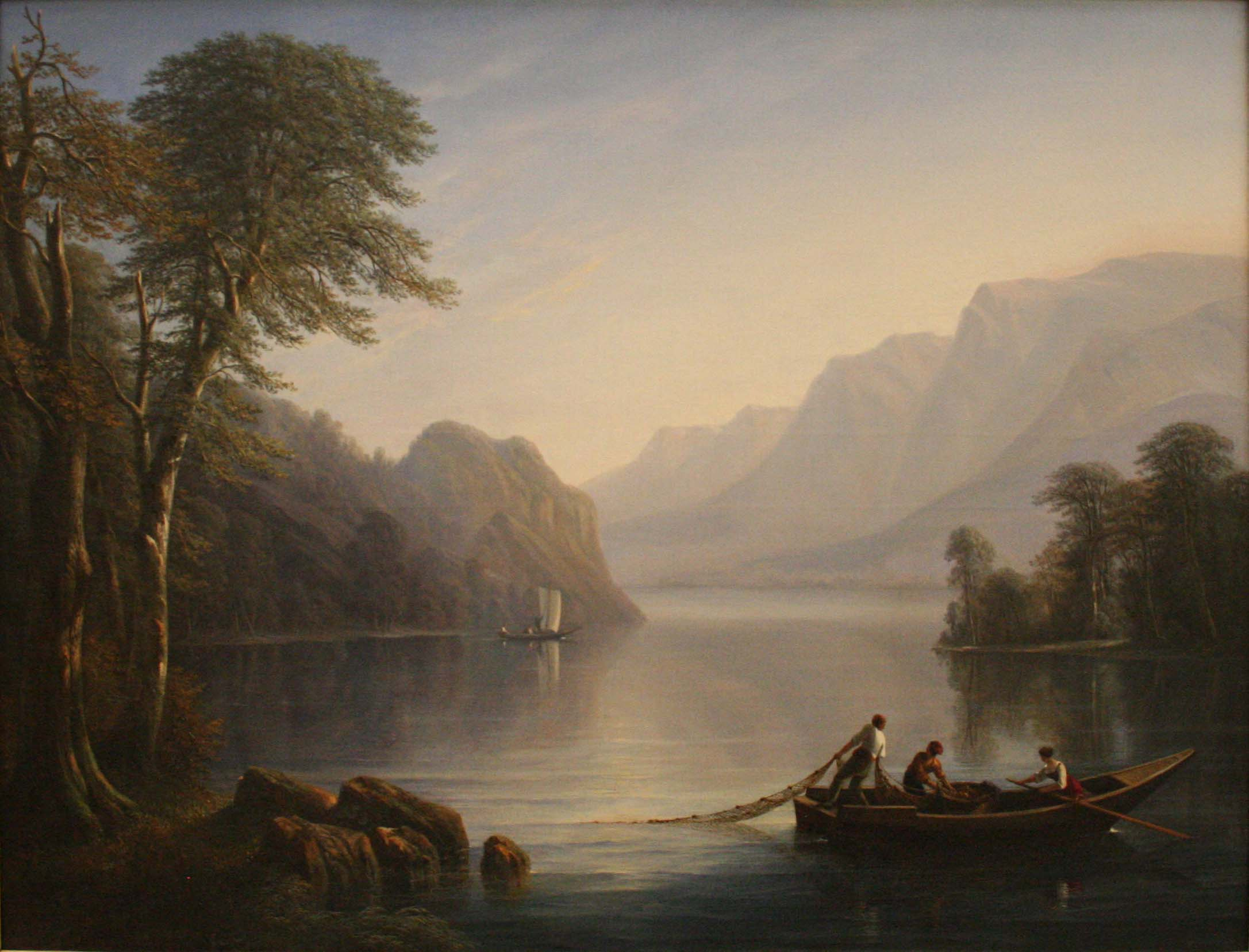
Il lago di Neuchâtel Museo Fabre, Montpellier
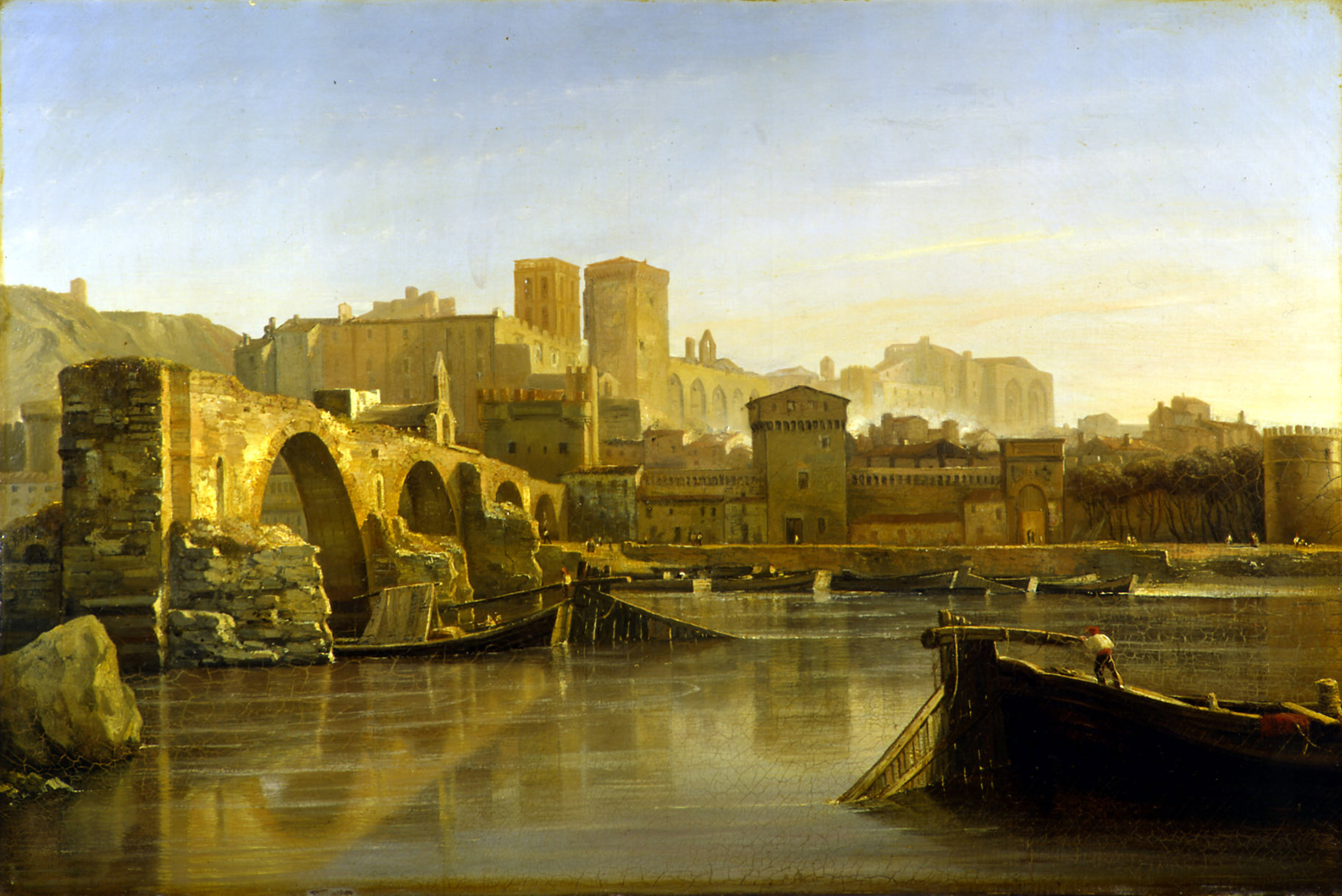
Vista di Avignone e del ponte Saint Bénezet Museo Calvet, Avignone
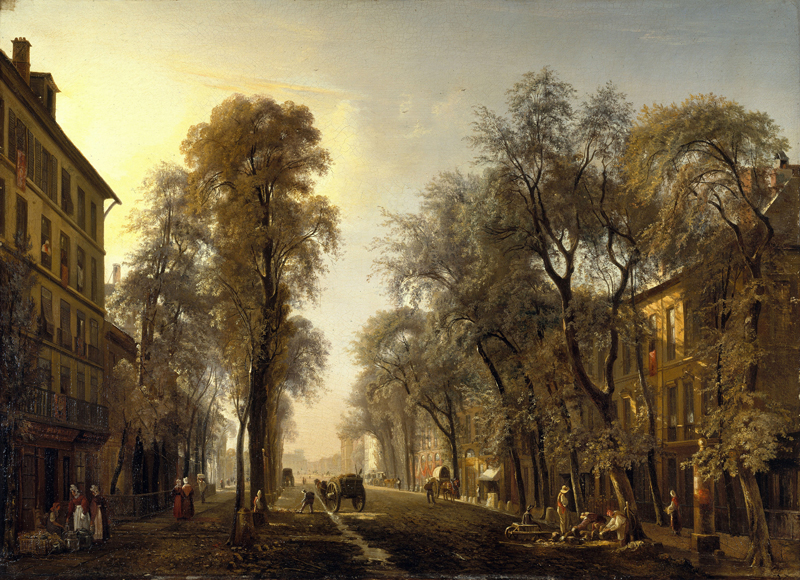
Il Boulevard poissonnière nel 1834 Museo Carnavalet, Parigi
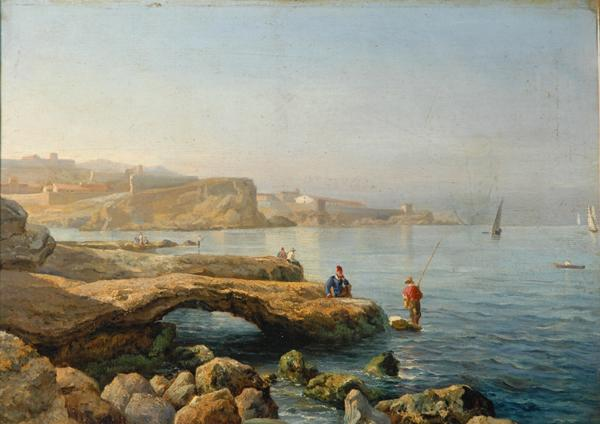
Costa mediterranea Bowes Museum, Barnard Castle
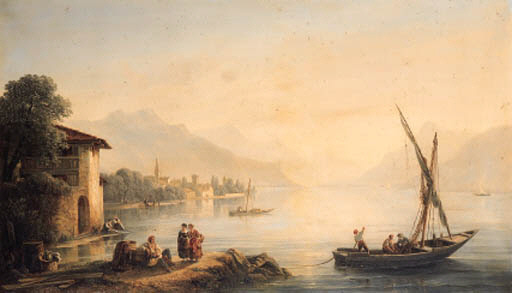
Lago svizzero e pescatori